# آندری کواشنیاک
آندری کواشنیاک (اسلواکی: Andrej Kvašňák; ۱۹ مهٔ ۱۹۳۶ – ۱۸ آوریل ۲۰۰۷) بازیکن فوتبال اهل چکسلواکی بود.
از باشگاه‌هایی که در آن بازی کرده‌است می‌توان به باشگاه فوتبال اسپارتا پراگ و باشگاه فوتبال ویکتوریا ژیژکوف اشاره کرد.
وی همچنین در تیم ملی فوتبال چکسلواکی بازی کرده‌است.